# Helsinki Roosters
Helsinki Roosters (español: Gallos de Helsinki) es un equipo de fútbol americano de Helsinki, Finlandia Meridional (Finlandia).

## Historia
Fue fundado en 1979, y ha acumulado un palmarés extraordinario, con 22 títulos del liga finlandesa y un Eurobowl en las vitrinas de su sala de trofeos.